# ZTZ-99主战坦克
ZTZ-99主戰坦克，又称99式主战坦克，工程代号WZ-123，ZTZ-99主战坦克是中国人民解放军最新的主戰坦克。与另一款较新的主战坦克96式相比，其制造成本与性能更高，它具备优异的防弹外型，其炮塔和车体均采用第三代复合装甲，是中国陆军集团军重型合成旅的主要突击力量，被称为中国陆战王牌。99式主战坦克及其后续型号在1999年国庆50周年阅兵式以来历次阅兵上均为装甲方阵第一方队，体现出99式在解放军中的重要地位。其重大改进型ZTZ-99A坦克在2014年“和平使命-2014”联合军演中首次公开亮相。

## 历史

### 研发背景
中越战爭时，解放军仍大量装备第一代的59式坦克，中国人民解放军坦克发展迫切需要追上世界各国。二十世纪八十年代以来，世界各国装备的主战坦克大部分已经进入了战后第三代主战坦克。
二十世纪八十年代解放军研制并装备的第二代主战坦克80式、85式采用了西方坦克的技术，与解放军长期使用苏式装备不同，整体性能接近战后第二代主战坦克的水平，然而仍然存在着防护、动力、电子系统上的巨大差距。但由于定型时间晚，而当时前苏联和西方发达国家已经大规模装备T-80、M1和豹2等第三代主战坦克，所以80系列主战坦克仅少量装备部队。
为了尽快赶上世界各国第三代主战坦克的步伐，中国加紧了第三代主战坦克的研制，对于三代坦克是使用西方坦克设计还是苏式传统风格，内部产生了讨论。由于中方已经获得了苏联T-72主战坦克的技术，辅以某些西方更先进的坦克技术（比如来自豹2坦克的部分技术），决定开始研制第三代主战坦克，1989年开始研发，项目工程代号WZ123。

### 论证
1977年2月，在擺脫了文革混亂后，看着手中已经落后于北约和苏军近15年的装甲力量，陆军首次向军委科技装备委员会呈报了新型主力坦克的战术、技术指标要求。在上级的要求下，军工部门随即展开了新型坦克的研发工作。1978年4月，国防科工委和五机部在山西大同召开了“784”会议，讨论第二代（以后改称第三代）主力坦克的研发方案，重新提出了新型第二代主力坦克的研发目标，并对战技指标进行了论证。会议决定，第二代坦克以德国的豹2坦克为起点，主要作战目标是苏军的T-72坦克。会后，五机部成立了会战指挥部，任命了总设计师和副总设计师，掀开了中国坦克工业自文革后的首次发展高潮。
经过协作攻关后，1979年3月，617厂和201所研发成功了代号1224的新型坦克论证性底盘试验样车。该车安装有120毫米火炮，液力机械式变速箱、摩擦减震器和mb8v331tc41型引擎，总装成功后立即投入试车，主要目的是为了考核从德国引进的mb8v331tc41型引擎、辅助系统以及行走装置、总体布局和整车的总体性能。随后，617厂和201所又研发了代号1226和1226f2的两辆试验样车。这两辆试验样车的外形相同，除安装了与1224试验样车相同的120毫米滑膛炮外，无论是在坦克外形还是在车体结构上都与1224试验样车有很大不同，其战斗全重分别为45.3吨和45.8吨，车全长为9.947米（炮向前）。两辆样车的区别是动力装置系统不同，1226试验样车安装的是636厂生产的8v165型柴油引擎，该引擎的功率为1000马力；1226f2试验样车安装的是616厂生产的12v150型引擎，其功率也为1000马力。两种试验样车的动力传动装置均为纵置式，可整体吊装，给保养车辆带来了便利。另外，两种样车均采用了由617厂研发的液力机械综合变速箱，该变速箱有4个前进档和1个倒档，操作轻便，加速性和转向性能较好。悬吊装置采用了扭杆弹簧和液气筒复合悬吊，具有很好的避震性能。由于行走系统采用了6对小路轮和挂胶履带，与以往的坦克相比，两辆试验样车的通行能力和行走系统的寿命有明显提高。
从70年代末至80年代初，如何在平坦的三北地区防御和阻击北方随时会兵临城下的重装集群，对于装备窘陋的陆军而言是个大伤脑筋的问题。借着与北约国家刚建立的准盟友关系，中国曾考虑引进德国的豹2坦克作为陆军装甲部队的主力装备。一时间，军方高层和工厂的技术人员成了德国克劳斯-玛菲公司的常客。但在综合了全面的考量后，军方最终还是决定在吸收消化豹2技术的基础上研发具有中国特色的主力坦克。因此，在设计1224、1226和1226f2试验样车的过程中，充分借鉴了德国豹2坦克的许多设计理念。
1226和1226f2试验样车采用了焊接炮塔，弹舱设置在炮塔尾部，乘员4人，在采用了许多新技术的条件下，试验样车取得了前所未有的一次性研发成功，同阶段的部件研发工作也呈现百花齐放的局面，使中国的坦克技术发展和技术储备有了新的实践和积累。
1981年80式坦克被指定为中国第二代主力坦克，1224、1226和1226f2试验样车实际上便成了第三代坦克的前期预研车。80式坦克成为第二代坦克后，中国军工部门把第三代坦克的论证工作提到了首要议程。不久，由于在论证中出现了两种不同的设计理念而产生了严重的意见分歧。第一种设计理念主张在苏军T-72坦克的基础上研发第三代坦克，其依据是中国已完全掌握了T-72的技术性能，在此基础上研发新一代坦克对承袭了苏式风格数十年的坦克工业体系无需做大的的调整。该方案为3人制坦克，125毫米火炮，采用自动装填机。第二种设计理念主张另起炉灶，以研发新型坦克为契机，彻底摆脱苏式体系。其设计方案为：采用类似以色列“驰车”式坦克的设计风格，引擎前置，120毫米主炮，半自动装填机，动力系统为大功率柴油引擎或燃气轮机，打破以往传统的坦克设计理念。由于两种设计理念各不相让，分歧较为严重，导致第三代坦克项目论证工作暂时中断。

### 研制
1984年7月，在统一了设计理念后，重新召开了由军方和研发部门（201所）共同参加的第三代坦克战术、技术指标补充论证会议，会议决定采用类似T-72坦克的整体设计方案，并任命祝榆生为总设计师。1986年夏，该项目由总参谋部与国防科工委联合上报国务院、中央军委；同年，国务院、中央军委正式批复“第三代坦克是装甲兵2000年的主要装备”。在国家“七五”计划中，第三代坦克被列为武器研发的重点项目。“八五”项目期间被列为军队四大重点装备项目之一。
1989年春，总参装甲兵部与中国北方工业公司签订了第三代主力坦克（第一阶段）合同书、来年初，617厂生产出了首辆第三代坦克试验样车，并进行了工厂定型试验。1991年，经充分论证后，三代坦克论证与分析组对三代坦克的战技指标由40余项增加到70余项，这对提高和完善三代坦克的作战性能产生了深远影响。1992年617厂又生产了4辆三代坦克样车。1993年相关部门就三代坦克炮塔正面防护系统三步指针项目召开了技术会，会上决定为适应未来战争的需要，将三代坦克炮塔的正面防护从二步指标（600毫米）提高至三步指标（700毫米）。
1994年，总参兵种部和兵器总公司先后召开了两次“三代坦克火控系统研发方案评审会”。同年8月，在中国南方某地，2辆三代坦克初期样车进行了湿热地区的适应性摸底试验。试验中，2台样车共行驶了3800公里，发射各种炮弹200余发，完成16项试验项目。9月，在北京坨里和槐树岭地区又对三代坦克进行了可靠性摸底试验和潜渡试验。1995年～1996年，3辆三代坦克初期样车在黑龙江塔河县北方试验场进行了寒区摸底试验。1996年初，兵种部三代坦克型号办公室在包头召开设计定型协调会。5月，617厂开始了三代坦克正式样车的总装工作。12月3日，在装甲兵装备技术研究所试验场隆重举行了三代坦克的交接仪式，三代坦克从此正式由工程研发阶段进入设计定型阶段。

### 定型

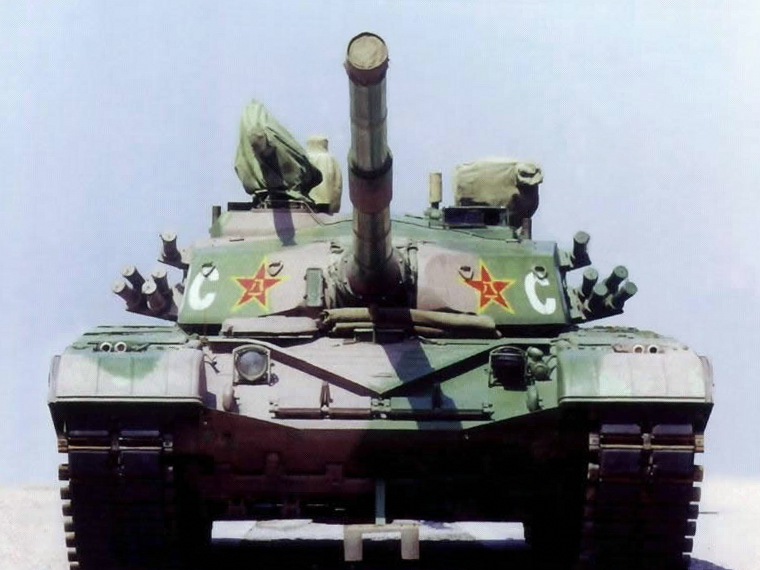
2002年，美国国防部装甲图鉴刊载的98式坦克图像。

1996年12月底，试验部队迅速将三代坦克正式样车中的4辆调往塔河进行寒区适应性试验。在近2个多月的试验中，4辆样车累计行驶6,900公里，完成近20余项试验项目。1997年底，三代坦克的正式样车再次进入塔河试验场进行寒区试验，4辆样车累计行驶20,000公里，完成近30余项试验项目，发射各种炮弹760余发。
经检测三代坦克在火力、火控、装甲防护性能以及一些高新科技的应用上达到或超过了设计要求。由于三代坦克已被指定为“9910工程”（国庆五十周年阅兵）的重点车型，时间任务紧迫，在有关单位的不懈努力下，1998年底坦克样车通过了鉴定设计定型，并小批量生产参加“9910工程”。1999年10月1日在国庆阅兵式上首次公开露面，被媒体称为98式坦克。1999年定型后正式被称为ZTZ-99式主战坦克。在近十余年的研发过程中，三代坦克共耗资数亿人民币。参加阅兵式的坦克单车造价为1,600万人民币（约合180万美元），创下了中国国产坦克造价的新高。

## 性能

### 整体设计

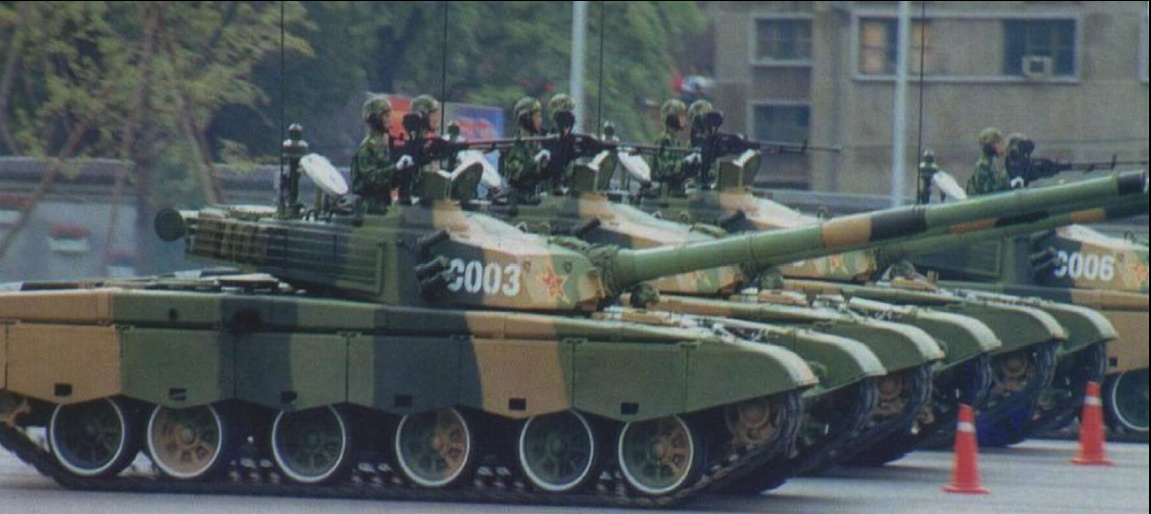
1999年10月，参加1999年国庆50周年阅兵的99式一期型

99式主战坦克车体设计参考了多种现役主战坦克，采用了传统的坦克布局，从前往后舱室依次是驾驶舱、中置战斗室及炮塔和动力舱。99式主战坦克的驾驶员位于底盘前部正中，车长和炮长位于炮塔战斗舱室，炮长在左，车长在右。动力传动系统在底盘后部和底部。与传统坦克不同，在外观上，99式的炮塔没有采用苏式传统的半球形铸造炮塔，而是采用源于出口型二代坦克技术的西化风格焊接炮塔。在新型穿甲弹和复合装甲的时代，焊接炮塔开始展现优势，因为比起二代坦克的铸造炮塔，焊接炮塔利于布置大厚度、大倾角的复合装甲模組。但其他系统也明显有T-72的影子；比如行走系统（主动轮、负重轮、托带轮）、驾驶操纵系统（操纵杆来控制行星齿轮的转速）、车首装甲布局（都是68°倾角并以首上迎弹为主、与T-72M如出一辙的V型防浪板）、弹药管理系统（转盘式自动装弹机）等。

### 火力

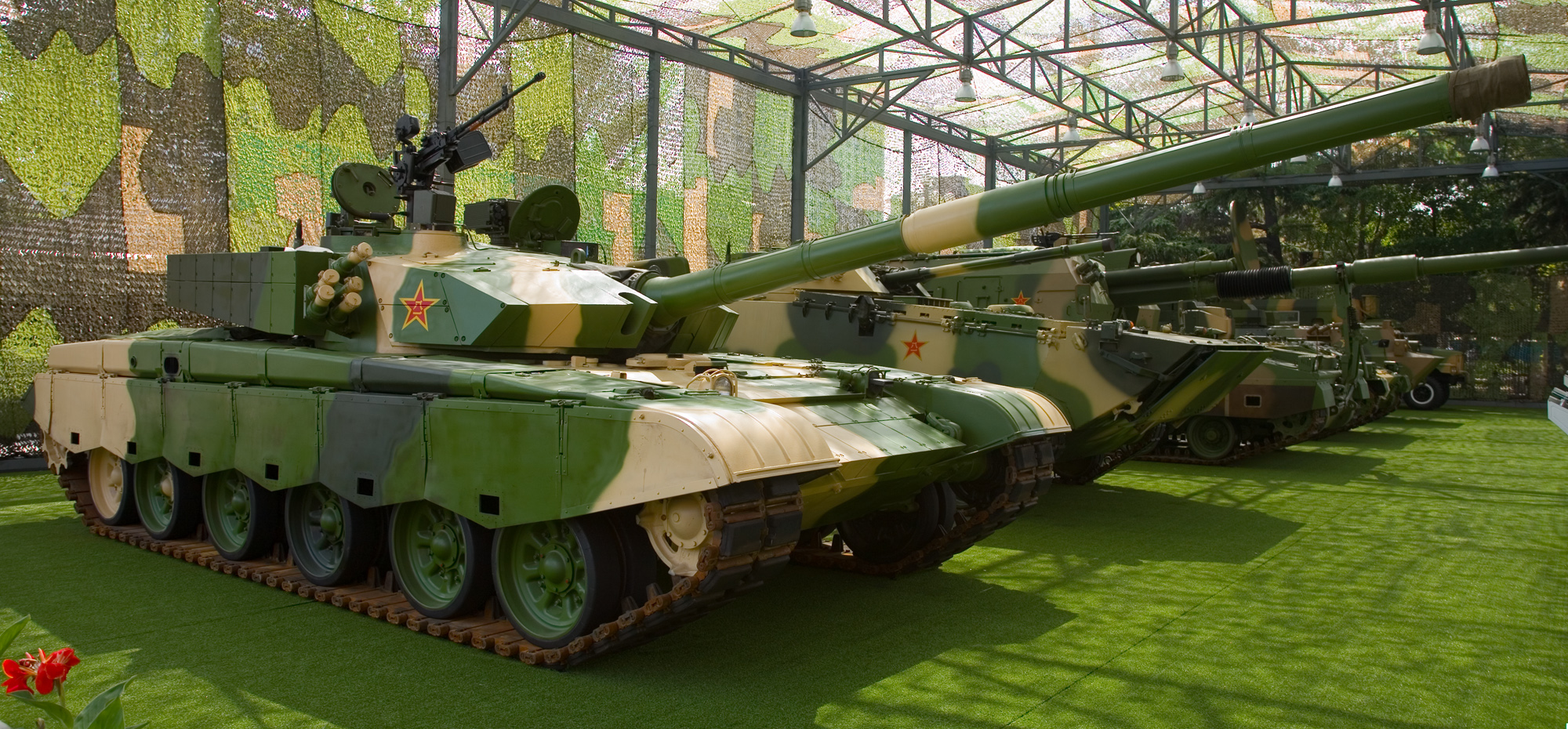
装配在99式坦克上的ZPT-98型125mm滑膛炮。

在火力上，99式主战坦克采用了研仿自俄制2A46M型滑膛炮的ZPT-98型48倍径125mm滑膛炮，可发射尾翼稳定脱壳穿甲弹、破甲弹和榴弹等弹药，列装了激光制导炮射导弹系统，並受惠於採用西式戰車炮技術（下段有提）使炮口動能更強。，而身管的寿命高达700发，99A式炮口还搭载有炮口觇视镜（即炮口基准自动补偿装置），可将炮身变形程度即时输入火控电脑系统，修正射击误差，提升命中率。网上流传的DTW穿甲弹（二期弹）数据显示，其足以在2136米距离上击穿220mm/68.5°匀制靶板，换算为垂直靶穿深约600mm。而在2019年9月7日中国中央电视台国防军事频道“国防科工”节目公布的数据和2022年戰爭雷霆討論區泄露的未經證實資料中，現役的DTC-10 125毫米尾翼穩定脫殼穿甲彈（三期弹）在2000米距离上的垂直穿深為680mm。同时采用與T-72相同的盘式自動裝彈機，理論上比其他需要人工裝彈的主戰坦克具備更高的射速，也使全车乘员减少到3名。弹药布局继承俄制T-72系主战坦克，弹药基数41发，其中22发装于自動裝彈機。
99式的火控系统由激光压制仪/测距仪、弹道计算机、炮手稳定式瞄准镜、车长瞄准镜以及控制仪表和各种传感器组成，装备了红外热像仪。2017年底北京衛視專題節目請來的軍方專家首次透露99系列坦克的主炮細節技術指標：
1. 所有北約鍛造120mm炮的技術皆全部應用，包含电渣重熔、全膛鍍鉻、液壓自緊，但口徑擴大為125mm，使火力更强大；
2. 使用生產線膛炮的鋼材生產滑膛炮，可承受的膛壓比其他滑膛炮高出許多；
3. 即使以鎢芯彈測試，穿透能力已達到美軍最新貧鈾彈的水準，若是用国产的新型貧鈾彈則穿甲力更高。

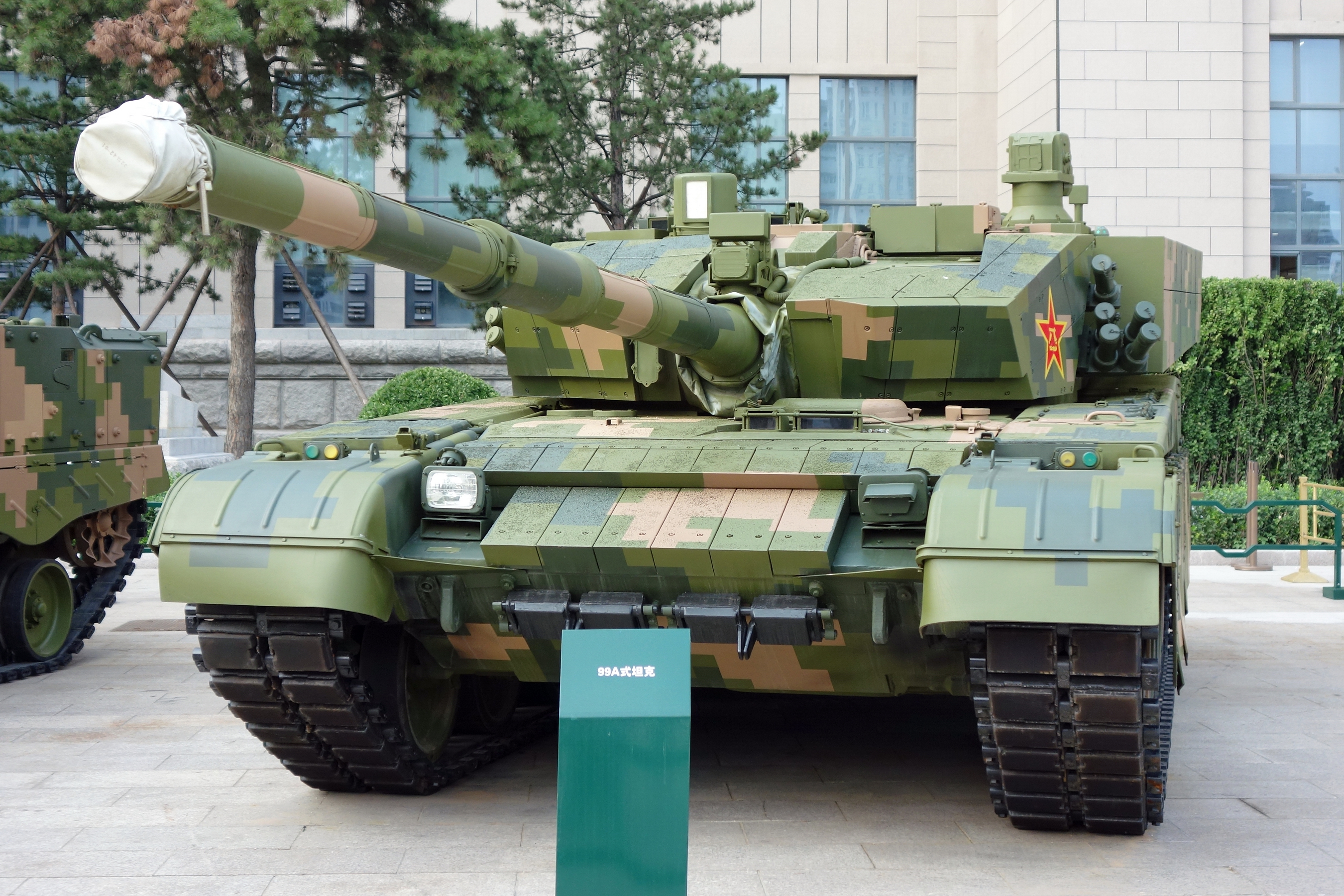
静态展示的99A式坦克的前装甲。

99式坦克上安装的是国产下反稳像式火控系统。这种火控系统是从80年代开始，在与巴基斯坦合作开发85-II式坦克时发展出来的，在88B、96式坦克上经过了实际考验，获得了不错的射击精度
。
该系统与简易式火控系统的差别在于其光学瞄准线与火炮相互独立稳定，以炮长瞄准线作为稳定的基准，火炮随动于炮长瞄准线。下反稳像式火控系统是通过一个二自由度陀螺仪稳定瞄准镜中的下反射棱镜来实现炮长瞄准线的双向稳定。在瞄准状态时，炮长操作操控台驱动瞄准镜的瞄准线，使其瞄准跟踪目标，而火炮随动于瞄准线。使用指挥仪式（即“稳像式”）火控系统，当炮长在坦克行进间从瞄准镜向外观察目标时，瞄准镜中的目标和背景几乎是不动的，极大地方便了炮长在坦克行进间进行射击，而且射击时只需一次瞄准。使用时，炮长将瞄准镜标志瞄准目标中央并发射激光测距后，瞄准线便不会再有什么扰动。炮长只需继续瞄准目标，就可以进行射击。 
采用下反式火控最大缺点是，只能实现昼间白光成像的稳像，而微光系统和红外系统的现则无法实现稳像，只能实现稳线。下反式缺点虽多，但在99式立项时，已经是中国唯一靠谱的火控系统方案。上反式火控系统由于需要火炮随动，对角速度和角位移的测量精度和电机驱动精度要求非常高，当时中国国内的基础无法实现；再考虑到下反稳像不依赖电力，观瞄系统被弹面积小，生存力较强，因此果断拍板采用下反，是一种明智之举。
99A坦克则安装第三代猎-歼火控系统，采用上反稳像、数字化方式布置。由车长昼夜周视瞄准镜、炮长昼夜瞄准具、毫米波雷达、独立激光测距仪、数字化弹道计算机、火炮双向稳定器、卫星定位系统（兼容“格洛纳斯”/GPS粗码/北斗）、各类内/外部环境数据传感器（负责搜集大气条件、炮管损耗及曲度等数据）、目标自动追踪系统、数据链设备、车际间信息系统、主动式激光警告/对抗系统、集成多功能显示器的多用途车长/炮长操作面板等组成。可以对4000米以内的目标自动跟踪、自动瞄准、自动识别，炮手需要做的仅为选择目标并且按下发射按钮。车长瞄准具也升级为白光/热成像/激光三位一体的上反式稳像瞄准镜，车长和炮长都有自己独立热像仪，车长和炮长均可利用独立观瞄镜可同时瞄准不同的目标并加以射击。车长更可以超越炮手优先操作主炮攻击更具威胁的目标。
99A式结合先进的瞄准设备及自动装弹机，並配備多種彈藥，其中配備的榴霰彈也具备一定的对空战力，根据中国人民解放军的模拟对抗演练，99A式坦克號稱有能力快速反制武装直升机。99A式坦克亦號稱运动中首发命中率不低于85%。

### 防护
99式主战坦克的炮塔抛弃了原来的俄式鹅卵型铸造炮塔，而采用了西方式的焊接炮塔以增强防护性，其中炮塔和车体正面的装甲为约束陶瓷复合裝甲，在后续的改进中在炮塔的正面、车体正面首上和炮塔尾仓两侧的护栏上布置新型双防反應装甲，改进型99A坦克比99式的炮塔前部体积有所增大，而且反应式装甲也经过了重新设计，整体防护能力得到了进一步增强。炮塔后部还有一部高能量的激光压制系统，可干扰敌方來襲反坦克導彈，烧毁敌方载具的瞄准器或使敌方步兵致盲，但這種裝置仍有爭議。99式充分吸收了85外贸坦克的开发经验，其自动灭火设备对火源的反应时间在0.1秒以内。

### 机动

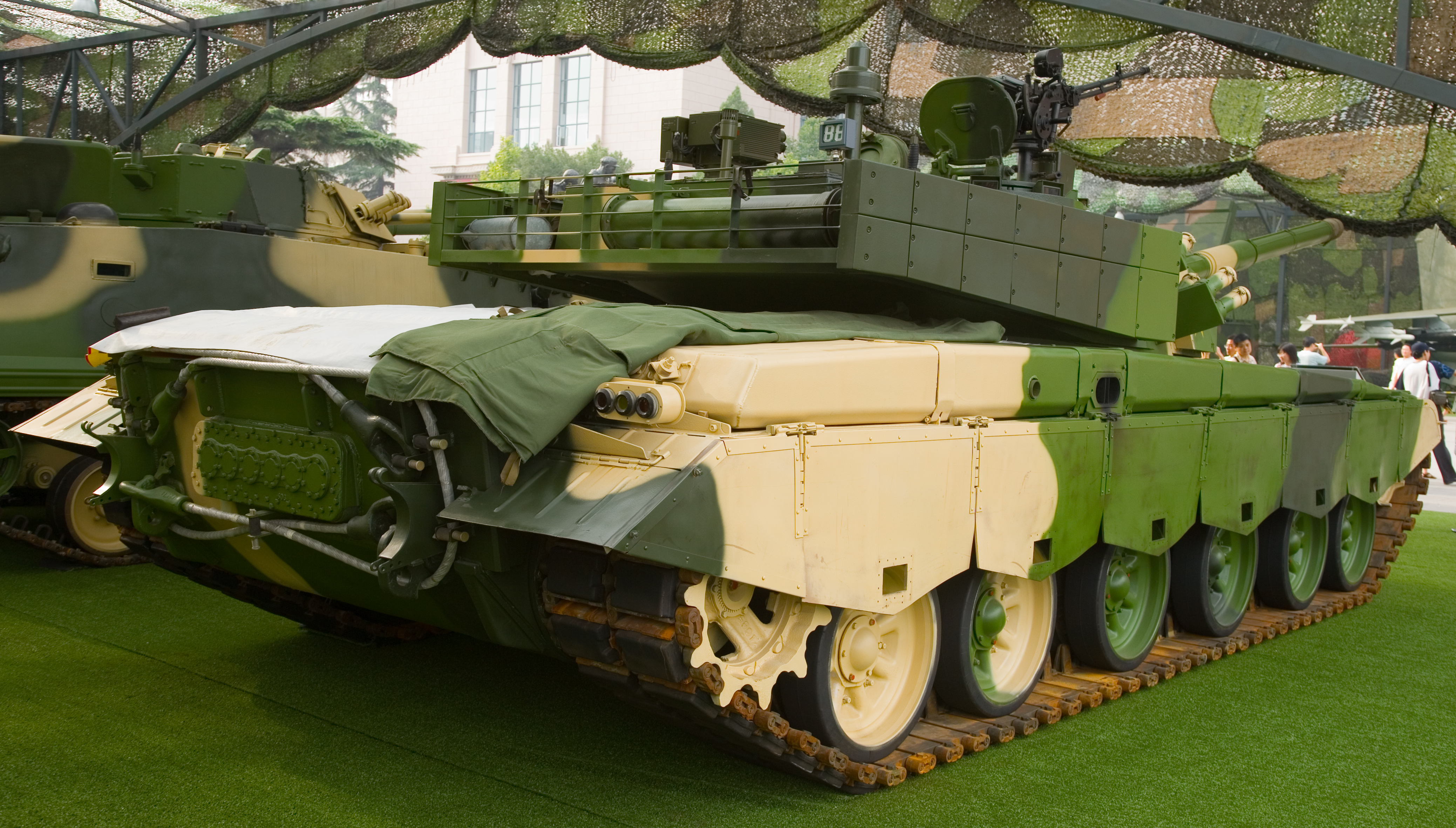
2007年建軍80周年成就展上，展出了一辆ZTZ-99（二期改型）主战坦克，可见其纵置发动机。

除改良装甲提升车体防护性能外，99式的动力系统采用国产WR703/150HB系列柴油机，这种发动机是借鉴德国MTU公司MB871ka501型V形布局液冷柴油发动机，基于150毫米缸径、V形布局、12气缸结构发展而成，发动机输出功率为1,200马力，单位功率为24马力/吨。对99式超过50吨的战斗全重来说该发动机可以提供较高的机动性能。采用了扭转弹簧悬挂系统，最大公路时速可以达到65~70千米/小时，0~32公里加速时间10秒。此前的80式、85式坦克发动机功率仅仅730马力左右。
研制方在此基础上继续加以研发，制造出了150HB-2型柴油发动机，该型发动机在体积上和初期150HB柴油发动机相当，但马力和推重比都有提升，达到1,500马力，也更耐用，性能是国际先进水平，象征中国发动机已成功实现全面自主制造。现配备于99A型主战坦克上，使99A坦克最高时速达80公里，最大越野时速为60千米/小时，0~32公里加速时间为7秒。
99式坦克采用传统的机械传动、液力控制装置。传动装置由传动箱、两个侧变速箱和同轴侧传动器组成，驾驶容易，而且转向灵活。侧变速箱为行星式，带摩擦离合器，采用液力操纵，有7个前进档和1个倒档，每个变速箱内有2个闭锁离合器和4个机械式制动器。
改进型99A坦克采用CH1000型液力机械综合自动传动装置，实现自动换档，高速联合制动，以及由方向盘无级转向。

### 优势

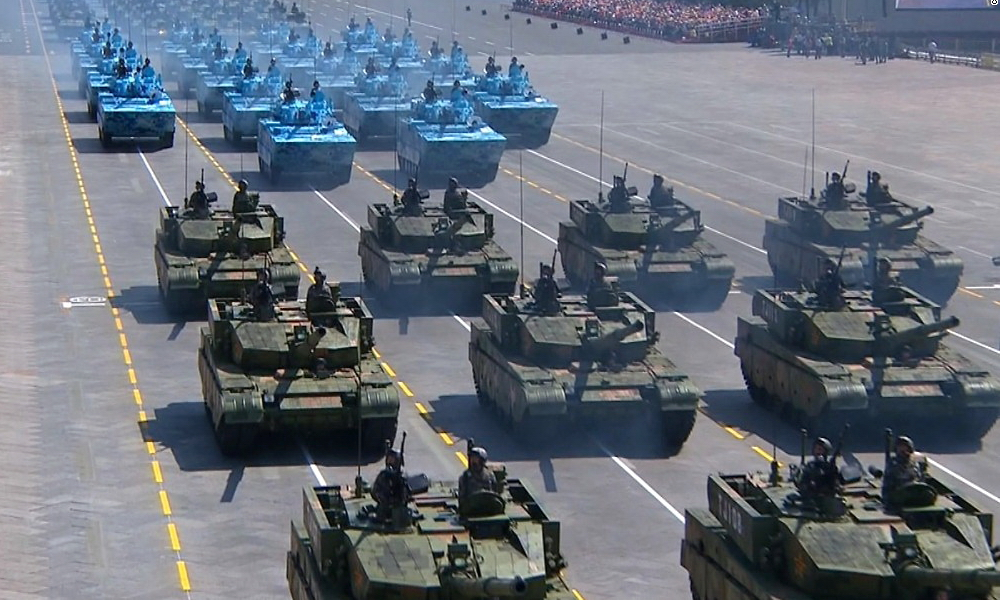
2015年9月，参加纪念中国人民抗日战争暨世界人民反法西斯战争胜利70周年阅兵的99A式坦克。

该坦克的成本與各國最新坦克相比較低，美国M1A2坦克的造价約1,000万美元，日本10式坦克造价約800万美元，99式造价僅為190万美元，较低的造价使解放军陆军可大量装备新车。
此外，99式配备独特的激光观瞄压制干扰装置，可对敌方坦克或直升机的观瞄系统进行激光干扰甚至烧毁观测镜头並燒溶对方仪器操作人员眼睛，并能对来袭导弹或炮弹进行主动防御，提高了坦克战场生存率。该系统的有效打击范围在3000米左右，如使用功率放大器，其有效打击距离可增至5000米，甚至在1万米的距离上也能使敌方人员失明。但该激光对抗系统存在的合理性仍受争议，理由之一为早已出现的滤波片可以有效应对此类装置。该系统还能用于己方坦克之间的激光通信。
99式配备有钨合金尾翼稳定脱壳穿甲弹（初速为1780米/秒），可在2,000米距离击穿680毫米厚的均质装甲，而其配备的特種合金穿甲弹（贫铀弹）在该距离上的穿甲厚度可能达到780毫米。

## 技術規格

### ZTZ-99（一期型）
- 乘員3人
- 全重51噸

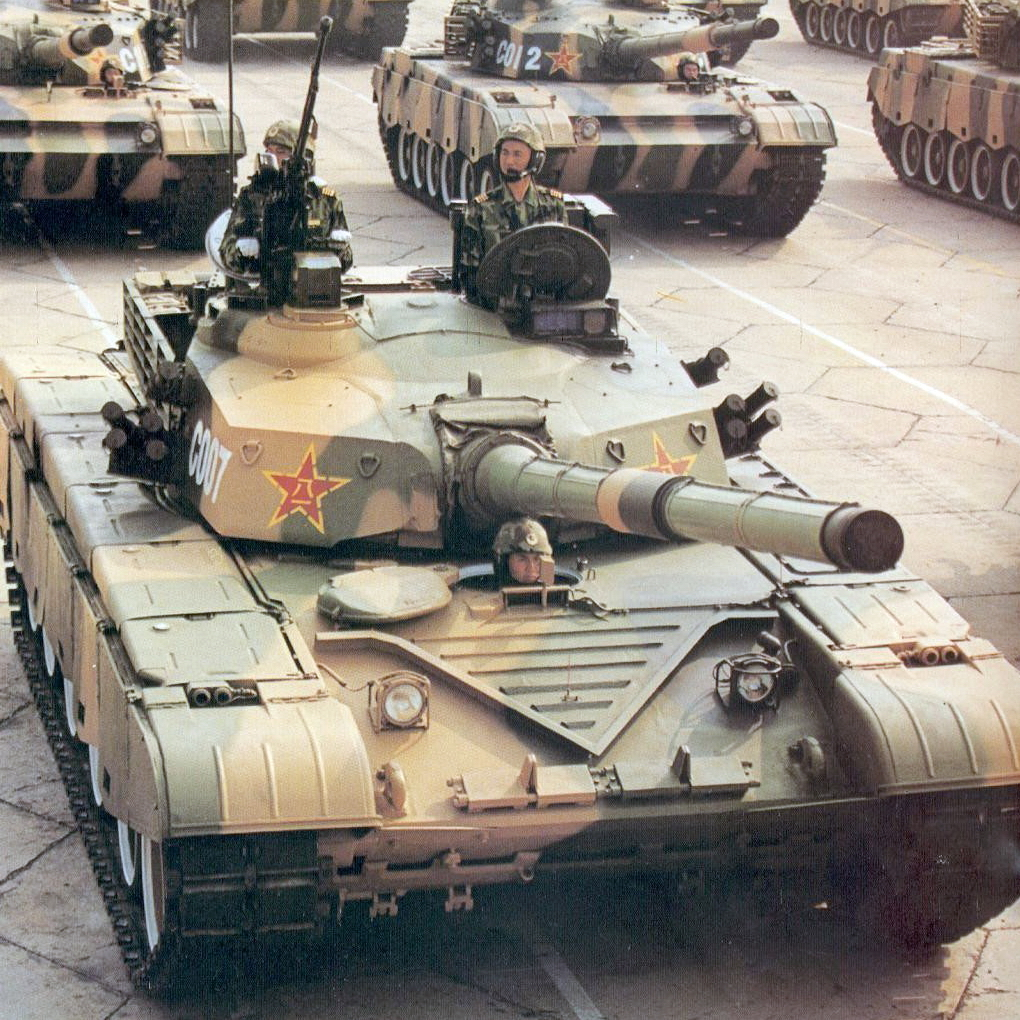
参加1999年建国50周年国庆阅兵的99式一期型，之前误传为98式坦克。

- 1200匹150HB型双渦輪增壓中冷式柴油引擎
- 悬掛裝置為扭杆悬掛加葉輪式液壓減震器
- 最大公路時速：65公里／小時
- 最大越野時速：56公里／小時
- 基本作戰行程為450公里，加上額外燃料可至600公里原38集团军野战作战要求。
- 1門48倍口径ZPT-98型125毫米滑膛炮，由自動裝彈機裝填，備彈數41發，不具备发射炮射导弹能力
- 多功能爆破榴彈
- 1挺QJC-88式12.7毫米高射機槍（300發）
- 1挺86式7.62毫米同軸機槍（2,000發）
- 坦克炮塔正面楔形复合主裝甲，侧面为附加装甲
- 正面防护力相当于700毫米均质装甲
- 下反穩像火控系統
- 炮手有热成像瞄准鏡
- 激光观瞄压制系統

1999年建国50周年国庆阅兵后，按“9910工程”的标准小批量生产了一些99式坦克入役。这批坦克的主要特点是双销挂胶履带未安装“胶垫”，但都为驾驶员换装了“防空灯”。这批坦克被称为“99式一期型”。2001年停产。

### ZTZ-99（一期改型）
在“99一期型”的基础上进一步强化防护的型号，由“99一期型”加装反应-4反应装甲返厂改装而来。炮塔从正面看，形成了“楔形装甲”；其主要结构包括一个中空的箱型主体以及附加在炮塔正面及侧面前部的附加装甲模块。 
- 砲塔正面加裝反應裝甲
- 砲塔栅格围栏改成反應裝甲
- V型防浪板消失，改为附加反应装甲
- 激光告警裝置

### ZTZ-99（二期型）

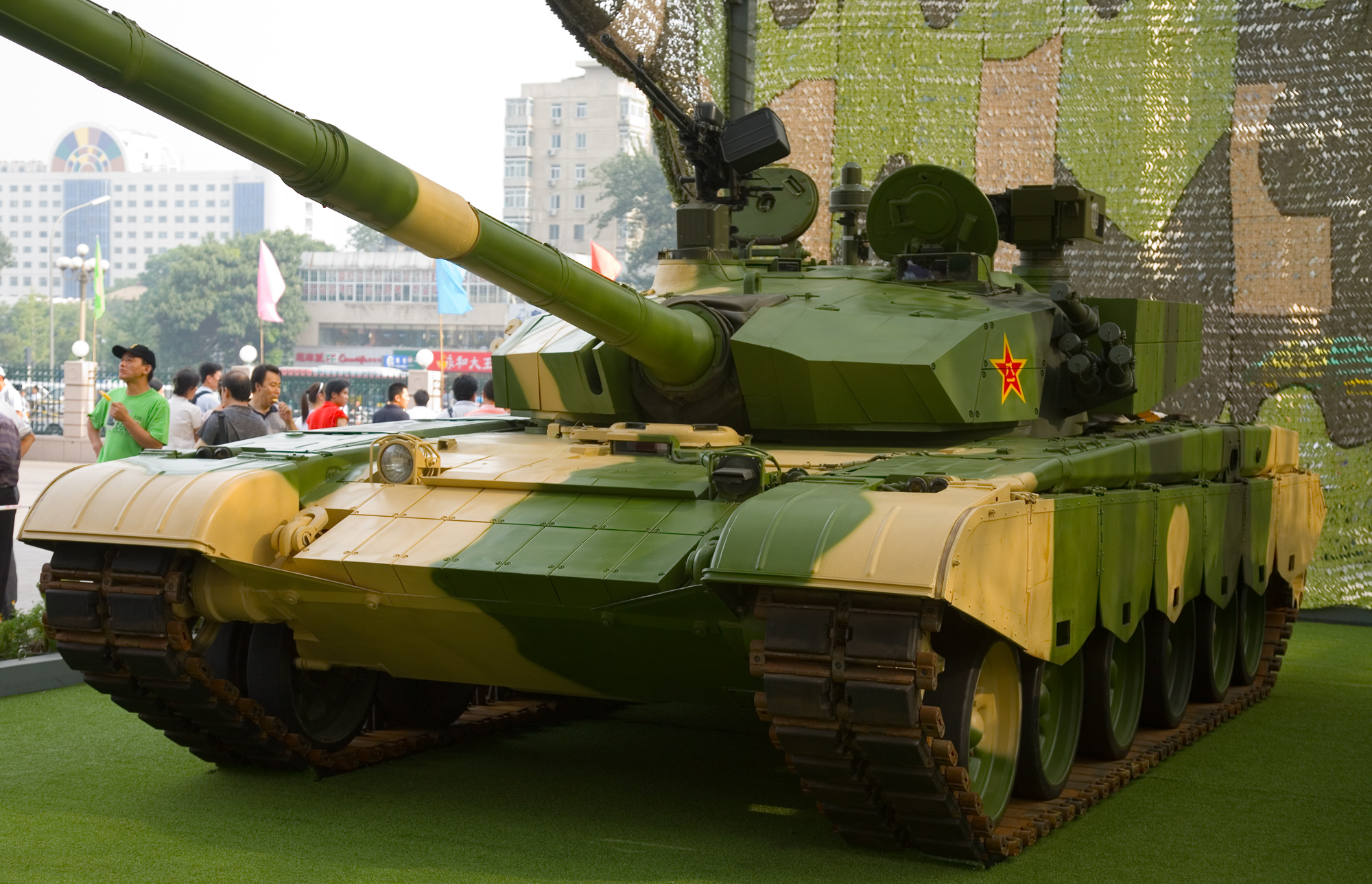
ZTZ-99二期型

ZTZ-99二期型，改良了炮塔结构，炮塔顶部凸起消失，炮塔装甲收敛角度增加，加装了战场信息系统和激光对抗装置。该型号是0910献礼工程之一，但属于成熟量产型号，在2007年建军80周年成就展上公开展出，参加了2009年国庆60周年阅兵式，于2011年停产。
- 乘员3人
- 全重52吨
- 1200马力150HB-1型涡轮增压中冷式柴油发动机
- 最大公路时速：68.42公里/小时
- 最大越野时速：56公里/小时
- 作战行程：500公里（基本）集团军级
- 1门48倍径ZPT-98 125毫米滑膛炮，备弹41发
- 1挺86式7.62毫米同轴机枪
- 1挺QJC-88式12.7毫米高射機槍
- 炮塔正面换装新型楔形附加装甲
- 炮塔侧后安装了更多反应装甲
- 部分99二期坦克增加了炮口基准补偿装置，用来测量炮口弯曲程度，并反馈火控计算机进行补偿，可以提高火炮射击精确度[來源請求]
- 兵器工业五三〇八厂生产的激光压制仪

### ZTZ-99A（三期型）

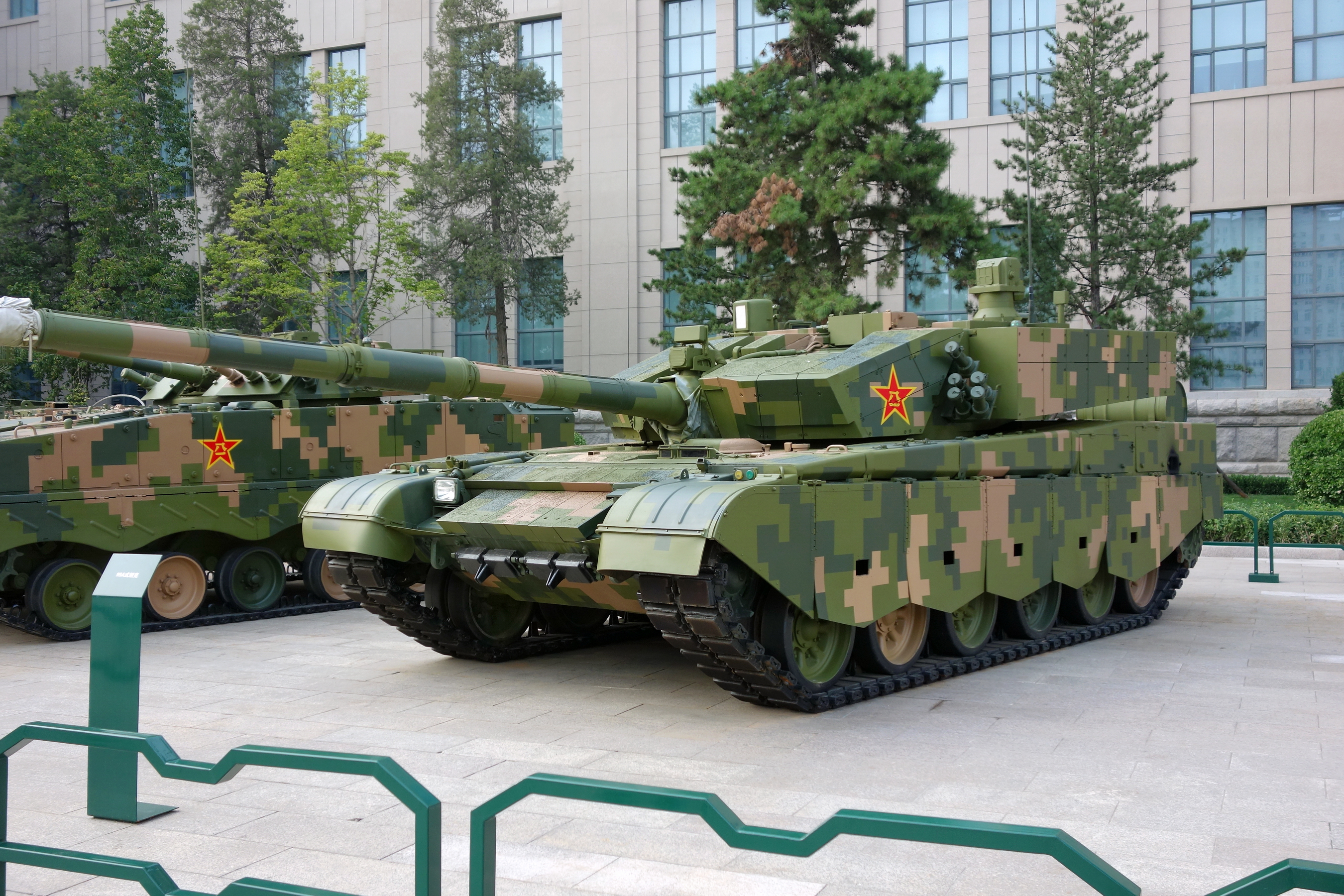
ZTZ-99A（三期型）主戰坦克

ZTZ-99三期型，获定名为99A型，又称三代大改，2003年开始研制，2010年定型，2014年型号解密。99A型主战坦克很大程度上是重新设计的。总设计师毛明曾透露，该坦克最初被命名为10式主战坦克，后来讳于和日本自卫队的10式坦克重名才用了99A的正式型号。
99A坦克在信息化方面有所突破，是中国自主研制的第一台信息化坦克，奠定了中国第一代陆军装备信息采集、传输、处理、显示与综合的基础，实现了战场态势共享、协同攻防、状态监测、系统重构等功能，而且软件、元器件全部自主可控。相比于99式，99A的炮塔和底盘悬挂设备几乎是完全重新设计的。发动机换装了1500马力150HB-2型双涡轮增压中冷式柴油发动机，并使用CH1000综合液力机械传动系统，动力系统得到全面升级。
更换成新型激光主动对抗系统，可对敌方激光测距仪、微光夜视镜、光学瞄准仪、热像仪等可见光/近红外线光学电力仪器实施干扰，使之饱和失效，甚至永久性损坏。
该致盲激光发射器水平旋转360度，俯仰-12~+90度，水平追踪角速度45度/秒俯仰速率40度/秒，激光输出能量1,000兆焦耳，脉冲回复频率10次/秒，最大作用距离4,000米，最小200米进行激光压制。
加装全新的数字化战场信息处理系统，而炮塔正面的复合装甲以及爆炸反應装甲相加后获得的装甲厚度达到等效1,000毫米厚均質裝甲的水平。使用新型高膛压ZPT-98型125毫米滑膛炮，改进了后座结构，能发射弹种更多，威力更强大，密集度更高。
99式坦克采用下反式稳像火控系统而无法安装车长独立热像仪，不得不说是个缺憾。99A坦克安装第三代猎-歼火控系统，改换成上反稳像式瞄准镜，使得车长拥有独立于炮长瞄准镜的全方位日夜观测及瞄准镜，车长和炮长可同时瞄准不同的目标。由于车长和炮长的观瞄镜都独立配备第二代凝视焦平面红外热成像仪，使99A具备夜战能力。
其中热成像从之前的第二代凝视焦平面红外热成像仪升级为更先进的第三代制冷全焦平面热成像仪，截至2021年，世界上现役仅有德国的豹2A7+与美国的M1A2C两型坦克配备。
- 乘员：3人
- 全重：约55吨
- 1,500马力150HB-2型双涡轮增压中冷式柴油发动机
- CH1000综合液力机械传动系统
- 最大公路时速：80公里/小时
- 最大越野时速：60公里/小时
- 作战行程：600公里重型合成旅一次持续作战能量
- 1门48倍径ZPT-98式125毫米滑膛炮，备弹42发，可发射炮射导弹并加以引导
- 1挺QJT型5.8毫米同轴机枪
- 1挺QJC-88式12.7毫米指揮官機槍
- 炮塔正面为新型钝角形楔形主装甲，在此之外以及炮塔周围以及车体首上有多层外敷的反應装甲
- 炮手观瞄系统和车长独立白光/热成像/激光三位一体的上反式稳像瞄准镜
- 第三代制冷全焦平面热成像仪[來源請求]
- 更换更为紧凑的主动式激光警告/对抗系统
- VF-2000型通讯设备，北斗3型GPS双模導航系統，数字化战场信息处理系统[30]

## 使用国
中华人民共和国
- 中国人民解放军陆军：约1,200辆于陆军服役，其中：
  - 约480辆ZTZ-99，770辆ZTZ-99A
  - 西部战区陆军第七十六集团军拂晓雄关旅
  - 北部战区陆军第七十八集团军长白劲旅
  - 北部战区陆军第七十八集团军蓝星劲旅
  - 中部战区陆军第八十一集团军庄毅师
  - 中部战区陆军第八十一集团军草原狼
  - 中部战区陆军第八十二集团军雷霆飞虎旅

## 流行文化

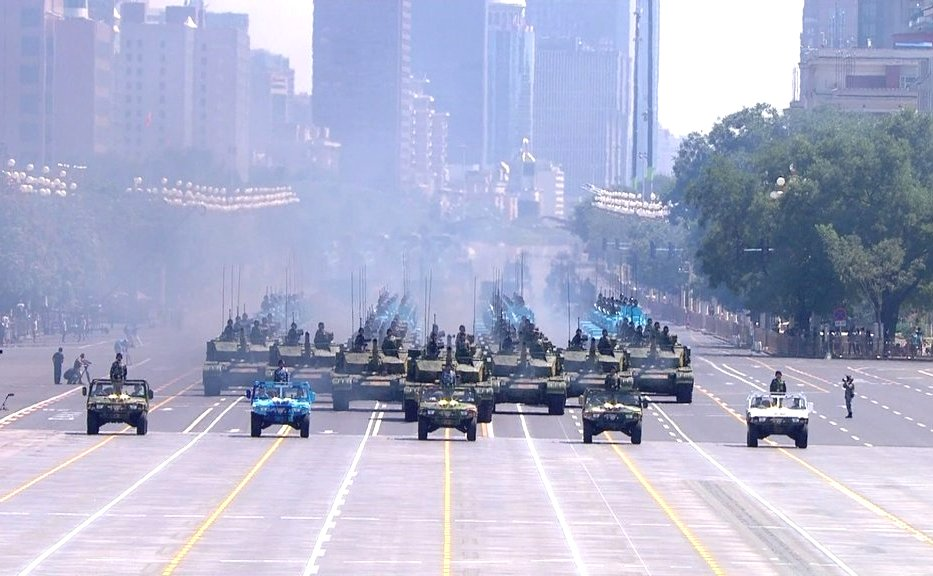
99A型主战坦克於抗戰七十周年閱兵中展示。

- 《装甲战争》中在军火商Zhang Feng的战车线上登场。当前通过正常游玩游戏可获得8级99式主战坦克[31]、9级99A主战坦克[32]以及10级99A2（现实中，99A在原型车试验期间曾换装过54倍径长身管坦克炮）主战坦克[33]。通过充值或参与游戏中的活动，可以获得虚构高级战车10级99A2试验型140mm炮主战坦克[34]和10级虚构坦克99B主战坦克[35]。
- 在2013年第一人称射击游戏（Battlefield 4）中以中国人民解放军主战坦克之姿出現，頂部原高射機槍被遙控武器站所取代，使用各式120毫米炮彈而不是實際上的125毫米，類似的情況亦出現在T-90主戰坦克上。
- 在2005年第一人称射击游戏（Battlefield 2）中以中国人民解放军主战坦克之姿出現，為99式原型車，在游戏内稱為98式。
- 在《烽火家園》電玩中則作為朝鮮人民军的主戰坦克。
- 2010年澳美合拍电影《战争在黎明爆发时》
- 2011年電影新版《赤色黎明》
- 游戏《闪点行动》里出现过99式主战坦克作为中国人民解放军陆军和海军陆战队的主力坦克，125mm炮弹可以在2km内击毁美军的M1A1主战坦克，自定义任务中试驾显示机动性较M1A1差，动力略显不足，而且由于排出的尾气明显有黑烟表明是柴油机，随车装备95B短步枪作为乘员逃生的自卫武器，在单人任务中可以用美军M242巨蝮式鏈炮射击其正面并使其丧失机动能力，但嚴重違反現實物理。
- 中国广州的塑胶模型厂家HobbyBoss出品过99系列主战坦克的塑胶模型，而且很多其他厂家还为此系列模型出品了精致的蚀刻片（PE），金属炮管和树脂改造件等补品。
- 中国汕头的遥控模型厂家恒龙模型出品过99系列主战坦克的1/16全功能遥控模型。
- 中国2011年的军旅新歌《好男儿就是要当兵》在央视播出时的背景视频中，当歌曲唱到“当兵才知道自己的骨头硬不硬”一句时，影片中出现99式主战坦克的镜头，以坦克的“硬”象徵中国军人“骨头硬”。
- 2019年電視劇陸戰之王背景為一個坦克旅，裝備99式的一支部隊支援拍攝，全程中大量出現坦克實車內外作為拍攝場景。
- 2020年12月，在俄罗斯Gaijin Entertainment发行的网络游戏《战争雷霆》中，ZTZ-99主战坦克一期改进型（游戏内命名：“ZTZ-99 II”）作为中国陆军科技树的新载具加入游戏“炙热之轮”版本，位置处在ZTZ-96A主战坦克正下方，是中国陆军科技树第一輛VII級載具。ZTZ-99主战坦克二期型则于“直接命中”版本加入游戏，游戏中被命名为“ZTZ-99 III”，2022年5月在开发者先行测试直播中，首次展示ZTZ-99A型主战坦克，2022年6月正式加入遊戲。之后54倍径长主炮ZTZ99A原型车（游戏内命名：WZ1001（E）125毫米多功能火炮试验车）于2022年12月20日正式加入游戏中。
- 2022年12月8日，在加拿大Offworld Industries發行的多人合作軍事模擬游戲《戰術小隊》中加入了中國人民解放軍陸軍陣營，使用的坦克為ZTZ-99A型主戰坦克。

## 外部連結
- （英文）—sinodefence.com-99式主戰坦克
- 央視官方頻道-99A和吉普車大比拚（页面存档备份，存于）
- 上海衛視-99大改型高度躍進 （页面存档备份，存于）
- 央視-篳路藍縷自主研發 （页面存档备份，存于）
- 99A式坦克大幅升級之謎 （页面存档备份，存于）

| 中华人民共和国坦克系列                                                                   | 中华人民共和国坦克系列 |
| ---------------------------------------------------------------------------------------- | ---------------------- |
| 59式、62式 、63式 \| 69式、79式 \| 80式、85式、ZTZ-88 \| 90-II式、ZTZ-96、ZTZ-99、ZTQ-15 |                        |